# Desencantos
Desencantos é uma peça teatral breve escrita por Machado de Assis em 1861. O texto é dedicado a Quintino Bocaiúva. Este mesmo, ao ter sua opinião solicitada pelo escritor, disse sobre esta peça e O Caminho da Porta (editadas em conjunto) : "As tuas duas comédias, modeladas ao gosto dos provérbios franceses, não revelam nada mais do que a maravilhosa aptidão do teu espírito, a profusa riqueza do teu estilo". Mário de Alencar situa a produção teatral de Machado num esforço coletivo de criar um teatro genuinamente nacional que inspirou uma grande produção nas décadas de sessenta e setenta no século XIX.

## Personagens
- Clara de Sousa: é uma jovem viúva de um coronel, a quem as duas outras personagens fazem corte. Encontra-se indecisa entra qual seria o melhor dos dois pretendentes . ("Clara – Eu não tomo partido nenhum."[3].)
- Luís de Melo: jovem apaixonado e idealista, vizinho de Clara, que lhe faz a corte. ("Pedro Alves – Já sei ; pertence à esfera dos sonhadores e dos visionários"[4].)
- Pedro Alves: homem de meia idade, elegante, mas presunçoso, também vizinho de Clara, também é pretendente da viúva e opõe-se abertamente a Luís ("Luís – Menos isso. Quando dois adversários se medem, as mais das vezes o vencedor é sempre aquele, que à elevada qualidade de tolo reúne uma sofrível dose de presunção.")[5].)

## Enredo
Na primeira parte da peça, ambos os vizinhos da viúva Clara fazem-lhe a corte : Luís e Pedro Alves. Pedro Alves, mais experiente que o outro, adianta-se e consegue a mão da mulher. Luís, desiludido, viaja para longe. Retorna na segunda parte, após cinco anos, e presta uma visita ao casal. Após gabar-se de suas viagens pelo Oriente, pede bruscamente a mão da filha do primeiro casamento de Clara, que tem o mesmo nome da mãe. É a sua vingança contra a mulher que amara anteriormente.

## Influência
Para alguns críticos, o assunto desta peça foi definido por um texto que Machado traduziu e publicou à mesma época, Queda que as mulheres têm para os tolos, do belga Victor Hénaux.Neste texto, argumenta-se que os homens inteligentes, ditos homens de espírito, teriam dificuldades de abordar a mulher amada devido à sua timidez natural, enquanto os tolos presunçosos levariam vantagem por causa de sua indiferença e superficialidade naturais. Na peça, Luís faria o papel do homem de espírito, e Pedro Alves, o do tolo.